# Eurymaque
Eurymaque (en grec ancien Εὐρύμαχος) est un personnage de la mythologie grecque qui apparaît notamment dans l'Odyssée d'Homère. Fils du noble ithacien Polybe, il est l'un des prétendants de Pénélope pendant l'absence d'Ulysse, parti pour Troie. Il se montre méprisant lorsque Halithersès prédit la fin des excès des prétendants et le retour d'Ulysse, arrogant et hypocrite lorsqu'il rassure Pénélope sur le voyage de Télémaque parti récolter des nouvelles de son père chez les vétérans de la guerre de Troie, flatteur, médisant en raillant Ulysse, provocant en raillant Ulysse en face, allant jusqu'à lancer une escabelle contre lui, orgueilleux quand il prétend pouvoir bander l'arc d'Ulysse, et enfin, il exhorte les prétendants jusqu'à la lutte - lutte pendant laquelle il est tué par une flèche d'Ulysse.